# Nurhan Atasoy
Nurhan Atasoy (Tokat, 1934) és una historiadora de l'art turca. S'ha especialitzat en història de l'art otomà i islàmic. Dirigí el Departament de Belles Arts, Arqueologia i Història de l'Art a la Universitat d'Istanbul durant molts anys fins al 1999. Actualment és membre de la "Fundació Cultural Turca". Des del 2012 col·labora amb el programa Tarihin Arka Odası de la televisió turca, dedicat a la Història, junt amb el periodista Murat Bardakçı i l'historiador Erhan Afyoncu.
És autora d'uns 120 llibres i altres publicacions, com per exemple: Iznik: Ottoman Pottery of Turkey, amb Julian Raby (1989), The Art of Islam, amb Afif Bahnassi (1990), 1582 Surname-i Hümayun: An Imperial Celebration (1997), Otağı Hümayun: The Ottoman Imperial Tent Complex (2000), IPEK: Imperial Ottoman Silks and Velvets (2001), i Impressions of Ottoman Culture in Europe: 1453-1699 (2012). Ha rebut el "Premi estatal a l'excel·lència" i nombrosos premis internacionals per les seves troballes en el camp de la història de l'art islàmic.